# Застава M77
Застава М77 је развијена и произведена у бившој Југославији од касних 1970-их. Заснована је на пушци Застава М70 и била је намењена за извоз, а нудила се у војној верзији и у полуаутоматској цивилној верзији.

## Историја
Ране верзије садржавале су машинске пријемнике, а модерне верзије које се још производе у фабрици Застава оружје одликују се челичним жиговима. Застава такође нуди модернију верзију своје пушке М77, означене као М05Н. Израђује се од полимерског оквира, сета Пикатини шина и са две дужине цеви, стандардне (500 мм) и кратке (406 мм).

## Карактеристике
М77 функционише на принципу позајмице барутних гасова . Одликује га ефикасан и поуздан систем брављења са сигурносним системом који онемогућава опаљење пре потпуног забрављивања. Дуготрајност и висока прецизност цеви постигнута је методом израде хладног ковања. Ребраста цев има брже хлађење, па је на тај начин осигурана прецизност оружје при коришћењу. Добра ергономска решења и одлична избалансираност резултира малим трзањем. Полуга регулатора паљбе има 3 положаја: јединична, рафална и укочено. Регулатор протока барутних гасова омогућава коришћење оружја у екстремним климатским условима. Двоножно постоље, које се може склопити, олакшава нишањење и дејство при рафалној паљби. Механички нишани са трицијумским цевчицама омогућавају нишањење при условима слабе видљивости. Облоге цеви и кундак су израђени од буковине. Да би се сместио дужи и снажнији 7.62х51N калибар, оквир и вијак су ојачани, а израђена је дужа цев опремљена скривачем пламена.

## Варијанте
Застава М05 Н1 је основни модел нове групе јуришних пушака калибра 7,62 × 51 мм. Све карактеристике претходне верзије М77 задржане су у овом моделу и многе надограђене карактеристике резултат су савремених тактичких захтева.
Застава М05 Н2 је модел са амбидекстерним селектором ватре и спада у групу нових модела јуришних пушака калибра 7,62 × 51 мм. Све карактеристике претходне верзије М77 задржане су у овом моделу и многе надограђене карактеристике резултат су савремених тактичких захтева.